# Filles d'Ægir

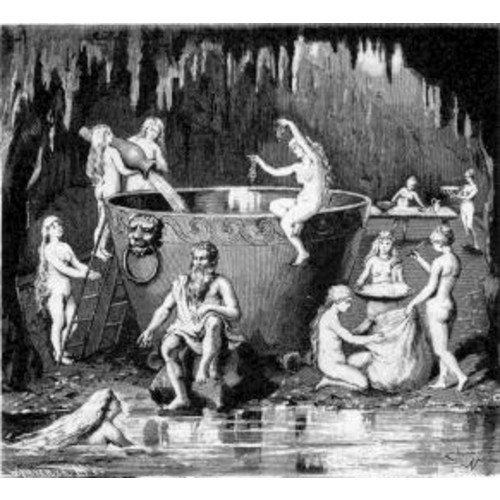
Ægir entouré de ses neuf filles brassant une immense cuve de bière

Les filles d’Ægir (Ægis dœtr en vieux norrois) et de Rán sont dans la mythologie nordique la personnification des vagues.
Selon Snorri Sturluson (Skáldskaparmál, 25 et 61), elles se nomment : 
- Himinglæva (celle qui scintille vers le ciel),
- Dufa (Dúfa : vague),
- Blodughadda (Blóðughadda : chevelure sanglante),
- Hefring (celle qui se soulève),
- Unnr (vague),
- Hronn (Hrönn : vague),
- Bylgia (Bylgja : vague),
- Bara (Bára : vague) ou Drofn (vague)
- et Kolga (Kólga : froide).

Même si certains de ces noms se retrouvent en poésie scaldique, ils sont certainement de création récente, et plusieurs ont dû être créés par Snorri lui-même. 
Dans la mesure où Heimdall est présenté par plusieurs sources comme étant le fils de neuf sœurs (Heimdallargaldr, Gylfaginning, 27), il est possible qu'il soit le descendant des filles d'Ægir. Toutefois, l'Hyndluljod évoque un personnage qui pourrait bien être Heimdall, car porté par neuf mères, mais leurs noms ne correspondent pas à ceux des filles d'Ægir. 